# Lincoln Experimental Satellite

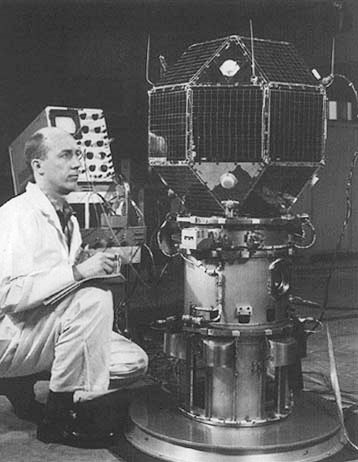
LES-1

Lincoln Experimental Satellites (LES) waren eine Reihe von experimentalen Satelliten, die von der US-Luftwaffe finanziert und vom Lincoln Laboratory am Massachusetts Institute of Technology (MIT) gefertigt wurden. Zwischen 1965 und 1976 wurden bei sechs Starts acht Satelliten ins All gebracht. Ziel des Programmes war es, neue Geräte und Methoden für militärische Satellitenkommunikation zu testen.
Die Satelliten wurden als LES-1 bis LES-9 bezeichnet. Bei einigen der Starts gab es Probleme. LES-1 und LES-2 sollten auf eine elliptische Bahn von 2800 × 15000 km ausgesetzt werden, durch den Ausfall eines Boosters verblieben sie aber in einer 2800-km-Kreisbahn. LES-3 und LES-4 sollten eine geostationäre Umlaufbahn erreichen, blieben aber ebenfalls auf einer niedrigen Kreisbahn. All diese Satelliten lieferten trotz der falschen Bahnen brauchbare Ergebnisse. LES-5, -6, -8 und -9 erreichten die geostationäre Umlaufbahn. Das Projekt LES-7 wurde abgebrochen, als die Finanzierung auslief.
Zu den Technologien, die auf LES-1 bis LES-4 getestet wurden, gehörten Halbleiter-X-Band-Funkgeräte, Low-Power-Logik-Schaltungen, elektronisches despinning (mit Optik, um die Position der Erde und der Sonne relativ zum rotierenden Satelliten jederzeit zu bestimmen, und dann die Übertragung über die jeweils beste Antennen umzuschalten), und magnetische Drehmomenterzeuger.
LES-3 war ein sehr kleiner Satellit (16 kg), er sollte das Ausmaß der Mehrwege-Interferenz durch Reflexion von 300-MHz-Funkwellen an ausreichend flachen Teilen der Erde bestimmen.
LES-8 und LES-9 waren Satelliten von rund 450 kg Masse, die am 15. März 1976 gestartet wurden (14. März Ortszeit). Sie sollten ursprünglich mit gepulsten Plasmaantrieben ausgestattet werden, erhielten dann aber konventionelle Triebwerke. Anders als für Kommunikationssatelliten üblich wurden sie aus RTGs statt aus Solarzellen mit Strom versorgt. Sie kommunizierten im K-Band von 36 bis 38 GHz untereinander ("Cross-Link") sowie auf UHF mit der Erde. Diese Cross-link-Technik, damals eine Neuerung, wurde in der Folge bei den TDRSS-Satelliten der NASA verwendet. Die ursprüngliche Absicht war es, die Vernetzung mit einer Frequenz im 55-65-GHz-Bereich aufzubauen, die von Wasser absorbiert wird, so dass erdbasierte Empfänger nicht durch gestreute Signale gestört würden (Radiofenster), aber die Technik war zu der Zeit nicht so weit. Die Satelliten wurden bis 1992 in verschiedenen Positionen betrieben und driften seither langsam von der GEO-Bahn weg. Das nächste Projekt des Lincoln Laboratory war der Bau der EHF-Technik für das FLTSATCOM-Satellitenkommunikationssystem.
Im Frühjahr 2013 empfing ein englischer Funkamateur, Phil Williams (Amateurfunkrufzeichen G3YPQ) aus North Cornwall, Signale von einem driftenden Satelliten, der als LES-1 identifiziert wurde. Es wird angenommen, dass der 237-MHz-Sender von selbst in Betrieb geht, wenn die Solarzellen alle 4 Sekunden der Sonne ausgesetzt werden.
Im März 2020 wurden erneut Signale von LES-5 empfangen.

## Startliste
Alle Starts fanden von der Cape Canaveral Air Force Station mit Titan-Raketen statt.
| Bezeichnung | Start (UTC)               | NSSDC-ID        | Masse           | Status                                              |
| ----------- | ------------------------- | --------------- | --------------- | --------------------------------------------------- |
| LES-1       | 11. Februar 1965, 15:19   | 1965-008C       | 31 kg           | außer Betrieb seit 1967                             |
| LES-2       | 6. Mai 1965, 15:00        | 1965-034B       | 37 kg           | außer Betrieb                                       |
| LES-3       | 21. Dezember 1965, 14:00  | 1965-108D       | 16 kg           | Wiedereintritt am 6. April 1968                     |
| LES-4       | 21. Dezember 1965, 14:00  | 1965-108B       | 52 kg           | Wiedereintritt am 1. August 1977                    |
| LES-5       | 1. Juli 1967, 13:15       | 1967-066E       | 194 kg          | außer Betrieb, seit März 2020 sporadische Aktivität |
| LES-6       | 26. September 1968, 07:37 | 1968-081D       | 163 kg          | außer Betrieb seit 1. Januar 1976                   |
| LES-7       | nicht gestartet           | nicht gestartet | nicht gestartet | nicht gestartet                                     |
| LES-8       | 15. März 1976, 01:25      | 1976-023A       | 454 kg          | außer Betrieb seit 2004                             |
| LES-9       | 15. März 1976, 01:25      | 1976-023B       | 454 kg          | außer Betrieb seit 2020                             |